# Pantalons tradicionals francesos
Els pantalons tradicionals francesos que portaven els soldats francesos van suposar un problema, ja que els soldats i tiradors enemics podien veure el color des de molt lluny perquè eren vermells. Això va causar moltes baixes entre els soldats francesos. Els pantalons francesos es van utilitzar en les Guerres Napoleòniques, en la Guerra de Crimea, en la Guerra francoprussiana i sobretot en la Primera Guerra Mundial. Els pantalons vermells no van ser l'únic problema per l'exèrcit gal, sinó també les jaquetes vermelles els cascs decorats i el seu plomall.

## Guerra de Crimea

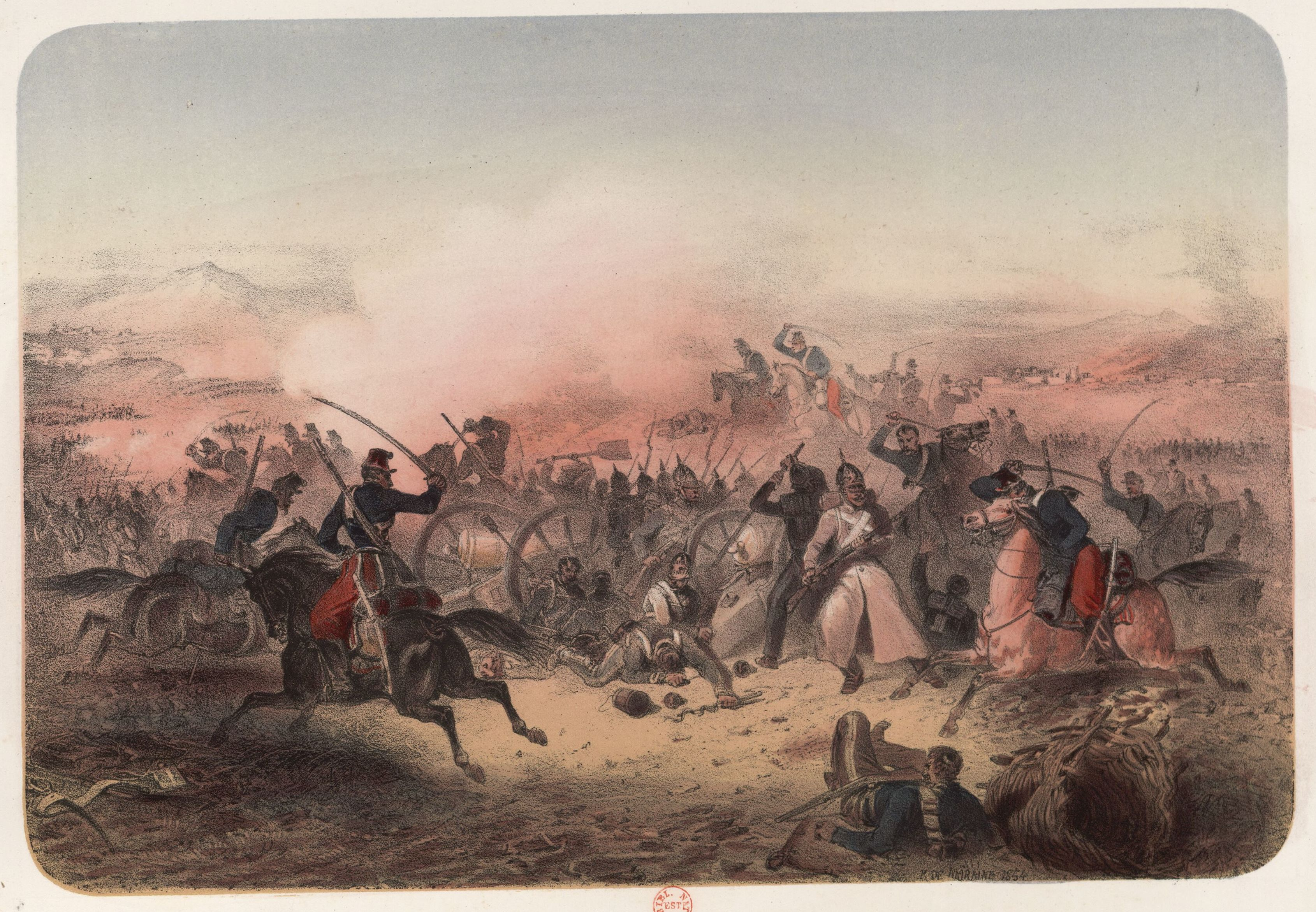
Cavalleria francesa atacant els canoners russos.

A la batalla de Balaklava uns regiments de cavalleria lleugera de "Jaegers", "dragoons" i "llancers" comandats per Lord Cardigan va atacar les posicions russes armades amb canons. Quan la cavalleria es va acostar als canons els van bombardejar i després van començar a utilitzar bots de metralla (un tipus de bala de canó que es feia servir quan l'exèrcit enemic s'apropava a la batalla). Dels 661 homes que van començar a atacar als més de 5.200 russos només hi van sobreviure uns pocs.

## Primera Guerra Mundial

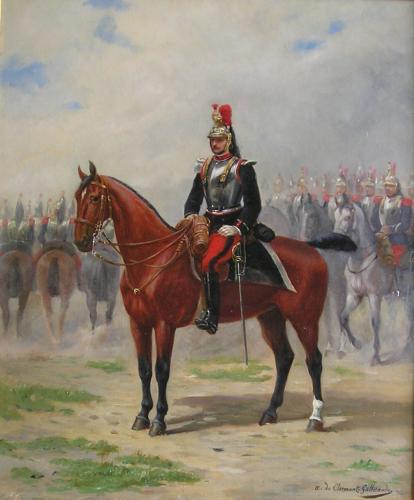
Un oficial de cavalleria francesa al 1875 amb els típics pantalons francesos.

Per raons tradicionals, no fou fins després de la Primera Guerra Mundial que l'exèrcit gal va decidir canviar el color dels pantalons a uns més blaus.